# Ctenotus schevilli
Ctenotus schevilli är en ödleart som beskrevs av  Arthur Loveridge 1933. Ctenotus schevilli ingår i släktet Ctenotus och familjen skinkar. Inga underarter finns listade i Catalogue of Life.